# Klaus Zange
Klaus Zange (* 3. Oktober 1938) ist ein ehemaliger deutscher Fußballspieler. Für den SC Einheit Dresden spielte er von 1959 bis 1962 in der DDR-Oberliga, der höchsten Liga im DDR-Fußball.

## Sportliche Laufbahn
Bevor Klaus Zange 1958 in die Fußballsektion des SC Einheit Dresden aufgenommen wurde, hatte er für die BSG Lokomotive Dresden in der fünftklassigen Bezirksklasse Dresden gespielt. Der SC Einheit setzte den 19-Jährigen in der Saison 1958 (Kalenderjahr-Spielzeit) ausschließlich in der Oberliga-Reservemannschaft ein. 1959 bestritt Zange seine ersten Oberligaspiele. Trainer Hans Siegert probierte ihn am Beginn der Saison zunächst als Stürmer aus, versetzte ihn aber nach fünf Punktspielen wieder in die Reserve. Als in der Rückrunde der bisherige Stammverteidiger Christoph Albig aus der Oberligamannschaft ausschied, setzte der neue Trainer Gottfried Eisler Klaus Zange vom 16. Spieltag an bis zum Saisonende auf Albigs bisherige Position als Rechtsverteidiger ein. In den folgenden beiden Spielzeiten war Zange auf diesem Platz mit 62 Einsätzen bei 65 Oberligaspielen Stammspieler. In der Begegnung des 35. Spieltags der Saison 1961/62 SC Motor Jena – SC Einheit Dresden (1:3) erzielte Zange das einzige Tor seiner Oberligalaufbahn. Nach dieser Saison musste der SC Einheit in die DDR-Liga absteigen. In den darauffolgenden DDR-Liga-Spielzeiten behielt Zange seine Stammposition mit 52 Einsätzen bei insgesamt 56 Ligaspielen. 1964/65 (Sommer-Frühjahr-Spielzeit) konnte er nur elf Punktspiele bestreiten und spielte auch während der Hinrunde 1965 nicht. 
Zur Rückrunde 1966 wurde die Fußballsektion des SC Einheit in die neu gegründete FSvgg Lokomotive Dresden eingegliedert. Klaus Zange bestritt wieder alle 15 Rückrundenspiele auf gewohnter Position und behielt diese auch noch zwei Spielzeiten lang, in denen er 44 von 60 Ligaspielen absolvierte. Danach beendete er 30-jährig seine Laufbahn im überregionalen Fußball und schloss sich als Freizeitkicker der drittklassigen Bezirksligamannschaft von Blau-Weiß Dresden-Zschachwitz an. 